# Ledellina
Ledellina is een geslacht van tweekleppigen uit de  familie van de Nuculanidae.

## Soorten
De volgende soorten zijn bij het geslacht ingedeeld:
- Ledellina anteroplana Filatova & Schileyko, 1984
- Ledellina convexirostrata Filatova & Schileyko, 1984
- Ledellina formabile Filatova & Schileyko, 1984
- Ledellina olivacea Filatova & Schileyko, 1984